# بخش آدولفو آلسینا
ادولفو السینا پارتیدو (به اسپانیایی: Adolfo Alsina Partido) یک سکونتگاه مسکونی در آرژانتین است که در استان بوئنوس آیرس واقع شده‌است.